# Ivan Fric
Ivan Fric, slovenski skladatelj, * 3. februar 1898, Prepolje, † 26. december 1920, Prepolje.

## Življenje in delo
Rodil se je očetu Martinu in materi Mariji (rojena Premsl). Obiskoval je gimnazijo v Ljubljani kjer ga je glasbo učil F. Kimovec, deloma pa S. Premrl. Objaviljeni sta bili dve njegovi skladbi: Blagoslov (1919) in O Jezus, ves moj blagor ti (1921). V rokopisu je zapustil več drugih, deloma dokončanih, deloma skiciranih modernih sklad. Vse kažejo na njegov velik talent. Umrl je doma, kamor se je kot osmošolec prišel iz Ljubljane zdravit.